# Регенсбурзьке князівство
49°01′00″ пн. ш. 12°05′00″ сх. д. / 49.016666666667° пн. ш. 12.083333333333° сх. д.
Регенсбурзьке князівство (нім. Fürstentum Regensburg), відоме також як Регенсбурзьке курфюрство (нім. Kurfürstentum Regensburg) — князівство Священної Римської імперії, створене в 1803 році зі столицею в місті Регенсбург. Після розпаду Імперії в 1806 році, князівство в 1810 році стало членом Рейнського союзу .

## Історія

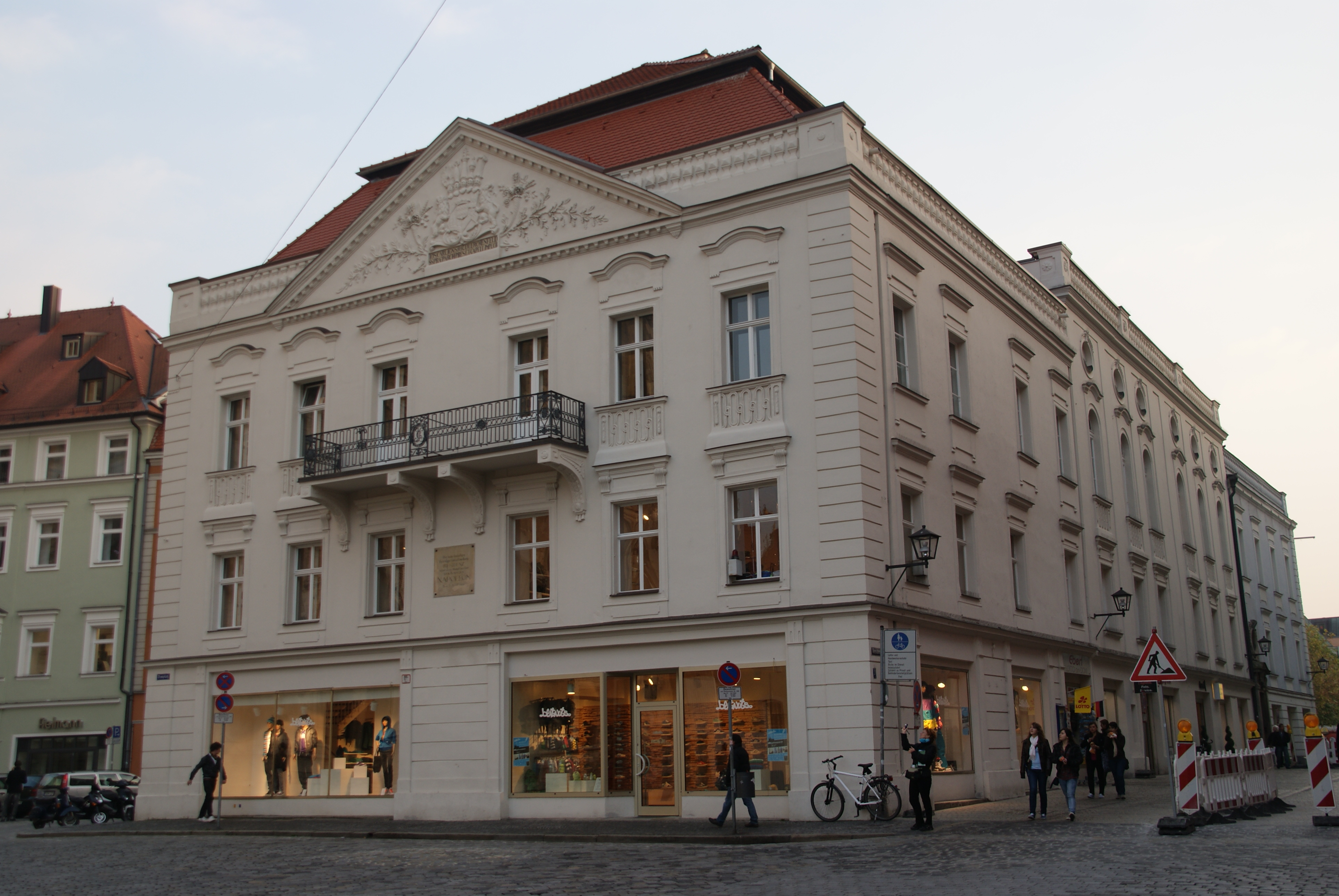
Резиденція князя-примаса фон Дальберга в Регенсбурзі

Князівство спочатку було створено як духовне курфюрство для архієпископа Карла Теодора фон Дальберга, курфюрста-архиканцлера імперії та колишнього архієпископа Майнцького, через анексію самого Майнца французами після Люневільського миру. Більшу частину нового князівства складала територія колишнього Регенсбурзького єпископства. Князівство також включало володіння Донаустауф, Верт і Гоенбург, колишнє вільне імперське місто Регенсбург, абатство Св. Еммерама та абатства Обермюнстер і Нідермюнстер, розташовані в межах міста Регенсбург. Дальберг також придбав новостворене Ашаффенбурзьке князівство, розташоване вздовж річки Майн.
Дальберг отримав титул курфюрста, раніше наданий Майнцькому курфюрству; його нове князівство було відоме як Регенсбурзьке курфюрство (нім. Kurfürstentum Regensburg). Оскільки архієпископський статус Майнца також був переданий Регенсбурзькій єпархії, князівство також відоме англійською мовою як Регенсбурзьке архієпископство.
Через претензії на Регенсбург Баварії, Дальберга не було призначено архієпископом до 1 лютого 1805 року. В 1806 році з розпадом Священної Римської імперії князівство втратило свій статус курфюрства та пізніше того ж року стало частиною Рейнської конфедерації. Цивільний Кодекс Наполеона був введений у 1809 році.
Під час Війни п'ятої коаліції 20 квітня 1809 року Регенсбург зайняли австрійські війська, але через три дні його обстріляли і взяли штурмом французи. За Паризьким договором Дальберг передав Регенсбург Баварському королівству, яке офіційно включило місто 22 травня 1810 року. В обмін на поступку Регенсбурга Дальберг отримав Ганау і Фульду, які він об'єднав з Ашаффенбурзьким князівством, щоб створити Велике герцогство Франкфуртське. Незважаючи на те, що Дальберг втратив Регенсбурзьке князівство, він зберіг титул архієпископа Регенсбурзького до своєї смерті в 1817 році, після чого архієпископство було понижено до суфраганної єпархії Мюнхена та Фрайзінга.